# سلیم جاوه‌ای
سلیم جاوه‌ای (نام علمی: Charadrius javanicus) نام یک گونه از تیره سلیمیان است.